# Concepción Paredes
María Concepción Paredes Tamayo (Palencia, 1970. július 19. – 2019. június 22.) spanyol atléta, hármasugró, olimpikon.

## Pályafutása
1990 és 1999 között 17 spanyol bajnoki címet szerzett (nyolc fedett pályás, kilenc szabadtéri). 1991 és 1999 között tagja volt a spanyol atlétikai válogatottnak. Részt vett az 1996-os atlantai olimpián. Legjobb egyéni eredménye 14,30 m (1994, Segovia) volt szabadtéren és 14,09 m (1999, Sevilla) fedett pályán.

## Sikerei, díjai
- Spanyol bajnokság
  - fedett pályás bajnok (8): 1991, 1992, 1993, 1994, 1996, 1997, 1998, 1999
  - szabadtéri bajnok (9): 1990, 1991, 1992, 1993, 1994, 1995, 1996, 1997, 1998